# Guineadvärgantilop
 Guineadvärgantilop  (Neotragus pygmaeus) är en antilop som tillhör släktet dvärgantiloper. Guineadvärgantilopen kallas också för pygméantilop eller kungsantilop. Guineadvärgantilopen är världens minsta idisslare och den är ungefär lika stor som en kanin. Antilopen hittar man främst i regnskogarna i Ghana till Sierra Leone.

## Utseende
Guineadvärgantilopen har en päls som är rödbrun med ljust färgad undersida. Över strupen har den ett vitt band. De har en kort hals, svans, en krum rygg, smala ben och stora ögon. Det är endast hanen som har horn och de kan bli mellan 2,5 och 3 centimeter långa. Antilopen har en mankhöjd på mellan 20 och 28 centimeter och den kan väga från 1,5 till 2,5 kilo.

## Levnadssätt

### Socialt beteende
Guineadvärgantilopen är främst aktiv i skymningen och på nätterna. Den söker föda och hävdar revir parvis men ibland om det finns rikligt med föda kan flera par äta tillsammans. Deras diet består främst av löv, skott, knoppar, frön, fallfrukt och svamp.

### Fortplantning
Mycket om guineadvärgantilopens fortplantning är okänt, men man vet att de får en kalv som brukar födas i november. Kalven diar i ungefär två månader. En guineadvärgantilop har en livslängd på runt 6 år.

### Predatorer
Alla stora och medelstora rovdjur kan tänka sig att slå en guineadvärgantilop.